# She Got Me
She Got Me (прев. Због ње) је песма којом је певач Лука Хени представљао Швајцарску на Песми Евровизије 2019. године у Тел Авиву, Израел. Песма је објављена на званичном каналу Хенија 7. марта, а постала је доступна за дигитално преузимање наредног дана. Песму потписује тим који, поред Хенија, чине Лорел Баркер, Фрејзер Мек, Џенсон Воген, Џон Хелгрен и Лукас Хелгрен. За сценски наступ је била задужена позната шведска кореографкиња Саша Жан Баптист. Лука Хени се у финалној вечери пласирао четврти са 364 бода, тиме доневши најбољи пласман Швајцарској још од Песме Евровизије 1993. када су се пласирали трећи.

## Песма Евровизије
Лука Хени је у марту 2019. интерно изабран од стране швајцарског јавног емитера SFR за представника Швајцарске са песмом "She Got Me" за Песму Евровизије која се одржала у Тел Авиву, Израел. Наступио је 4. у другој полуфиналној вечери, одакле је као четвртопласирани обезбедио својој земљи пролазак у финале, након претходних 5 неуспешних учествовања. У финалној вечери је наступио 24, где је био 7. према гласовима жирија и 5. према гласовима публике. У завршници такмичења остварио је 4. позицију са освојених 364 поена, постигавши тако најбољи резултат за Швајцарску још од 1993. године.

## Списак нумера
| №  | Назив                | Трајање |  |
| 1. | She Got Me (Сингл)   | 3:00    |  |
| 2. | She Got Me (Караоке) | 3:01    |  |

## Лествице
| Топ листа (2019)    | Најбоља позиција |
| ------------------- | ---------------- |
| Белгија ()          | 27.              |
| Њемачка ()          | 62.              |
| Ирска ()            | 77.              |
| Холандија ()        | 47.              |
| Норвешка ()         | 38.              |
| Шкотска ()          | 45.              |
| Шведска ()          | 35.              |
| Швајцарска ()       | 1.               |
| Велика Британија () | 32.              |

## Историја издања
| Држава     | Датум         | Формат           | Издавачка кућа |
| ---------- | ------------- | ---------------- | -------------- |
| Швајцарска | 8. март 2019. | Дигитално издање |                |